# Арнольд Беклін
Арно́льд Бе́клін (нім. Arnold Böcklin; 16 жовтня 1827, Базель — 16 січня 1901, Ф'єзоле) — швейцарський живописець. Малював пейзажі, алегоричні, міфологічні картини, іноді портрети.

## Біографія
Народився у місті Базелі.
Перші вчителі: А. Калам у Женеві, в 1845-47 рр.навчався у І. В. Ширмера у Дюссельдорфі в Академії мистецтв. Дюсельдорф приваблював тому, що там мешкав приятель Бекліна — Людвиг Андреас Фейєрбах. 16-річний Беклін вивчав архітектурний малюнок і перспективу, але почав малювати пейзажі, мода на які панувала майже все XIX століття.
За звичаєм зробив освітницьку подорож по Франції, Швейцарії, Нідерландах. Два роки був професором в Академії мистецтв у Веймарі.
Працював на батьківщині, в Римі, Парижі, Ваймарі, Базелі, Цюриху, Флоренції, Мюнхені. Поганий стан здоров'я Бекліна примусив того переселитися до теплої Італії, де він жив до смерті.
У творчості Бекліна подекуди позначилися занепадницькі настрої.

### Родина художника
В черговий приїзд до Італії Арнольд зустрівся з молодою італійкою, яку покохав. У 1853 році бере шлюб з 17-річною дівчиною-італійкою. Родина мала 14 дітей, вісім з яких померли в дитинстві. І без цього містично налаштований художник спохмурнів і щиро цікавився питаннями смерті, її місцем в житті особи. Беклін став художником таємниць і скорботи. Родина Беклін мешкала в Італії, де Арнольд придбав невеличку садибу (віллу) поблизу міста Флоренція у Фьєзоле.

### Смерть
Помер в Італії у Сан Доменіко біля Фьєзоле, де і похований. Могила художника збережена.

### Загальна характеристика
Спочатку створював романтичні пейзажі, а потім — міфологічні й алегоричні картини з складною символікою. Навіть використання класичних за формою архітектурних об'єктів не наближало картини Бекліна до ясних і гармонійних образів середземноморських цивілізацій. Життя і творчість в Італії майже не відбились в полотнах художника. Розробка міфологічних сюжетів часто була формальною і давала їх в північному, суворому варіанті («Ігри наяд», 1886, «Смертельна бійка кентаврів», 1873, «Одіссей і Калліпсо», 1883, «Однорог в лісі», 1890, «Кентавр Несс викрадає Деяніру»). Навіть в античних сюжетах Бекліна приваблювали сцени жорстокості, диких стосунків персонажів, що призведуть до загибелі. Солодкоголосі Сирени співають своїх пісень серед кісток і черепів загиблих, Деяніра б'ється з Нессом зі звірячою зовнішністю, а бійка кентаврів неодмінно закінчиться смертю, бо в цьому світі не зосталось місця для добрих відносин.
Не найкращі за почуттями і полотна на середньовічні теми. В картині «Анжеліка в полоні у Дракона» художник зупиняється на моменті перед бійкою лицаря з потворою. В картині «Чума» страхітлива смерть летить на потворі, чиє отруйне дихання несе тільки смерть мешканцям. Не кращі за інших і «Три вершники Апокаліпсісу», «Алегорія Війни» (варіанти в Цюриху і Дрездені).
Декотрі картини Бекліна стикалися з гіршими зразками академізму — («Алегорія Свободи», 1891, Цюрих) і були виразом найгірших рис цього напрямку — холодні, нереальні, неправдиві.

### Античні сюжети Бекліна

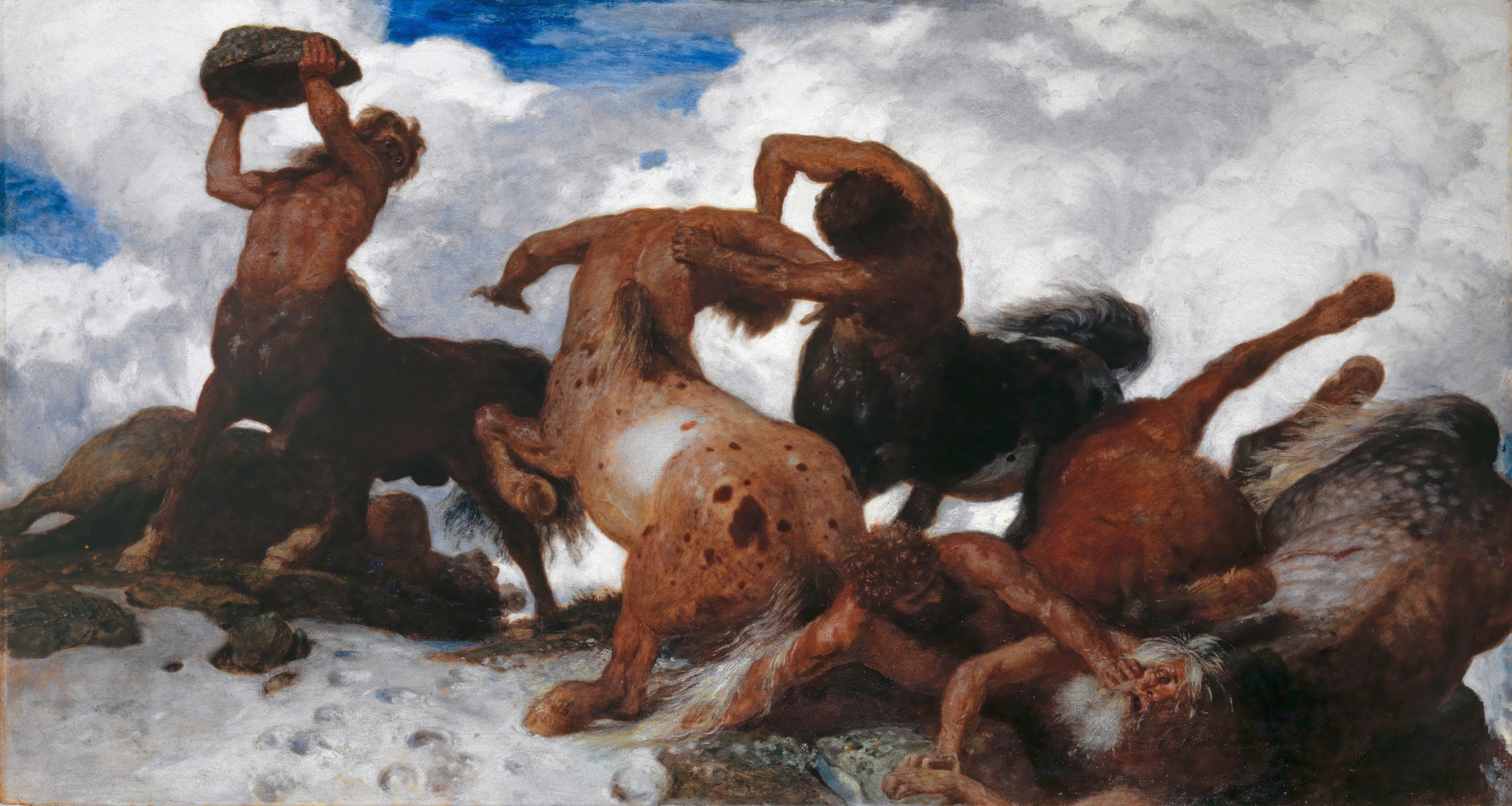
«Смертельна бійка кентаврів», 1873
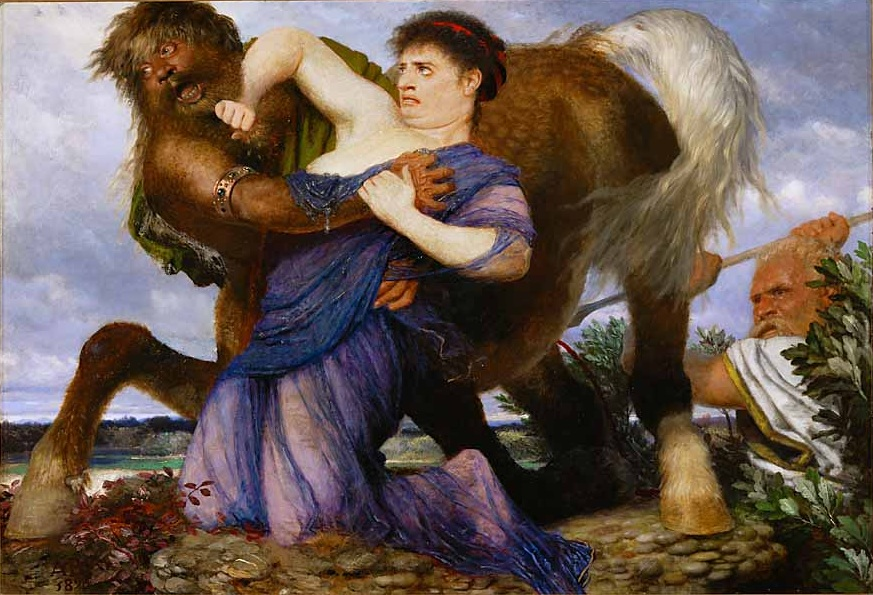
«Несс викрадає Деяніру»,1898
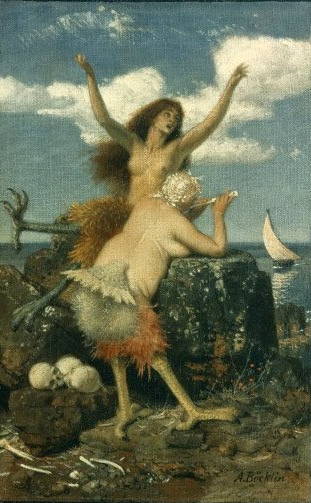
«Сірени», 1875
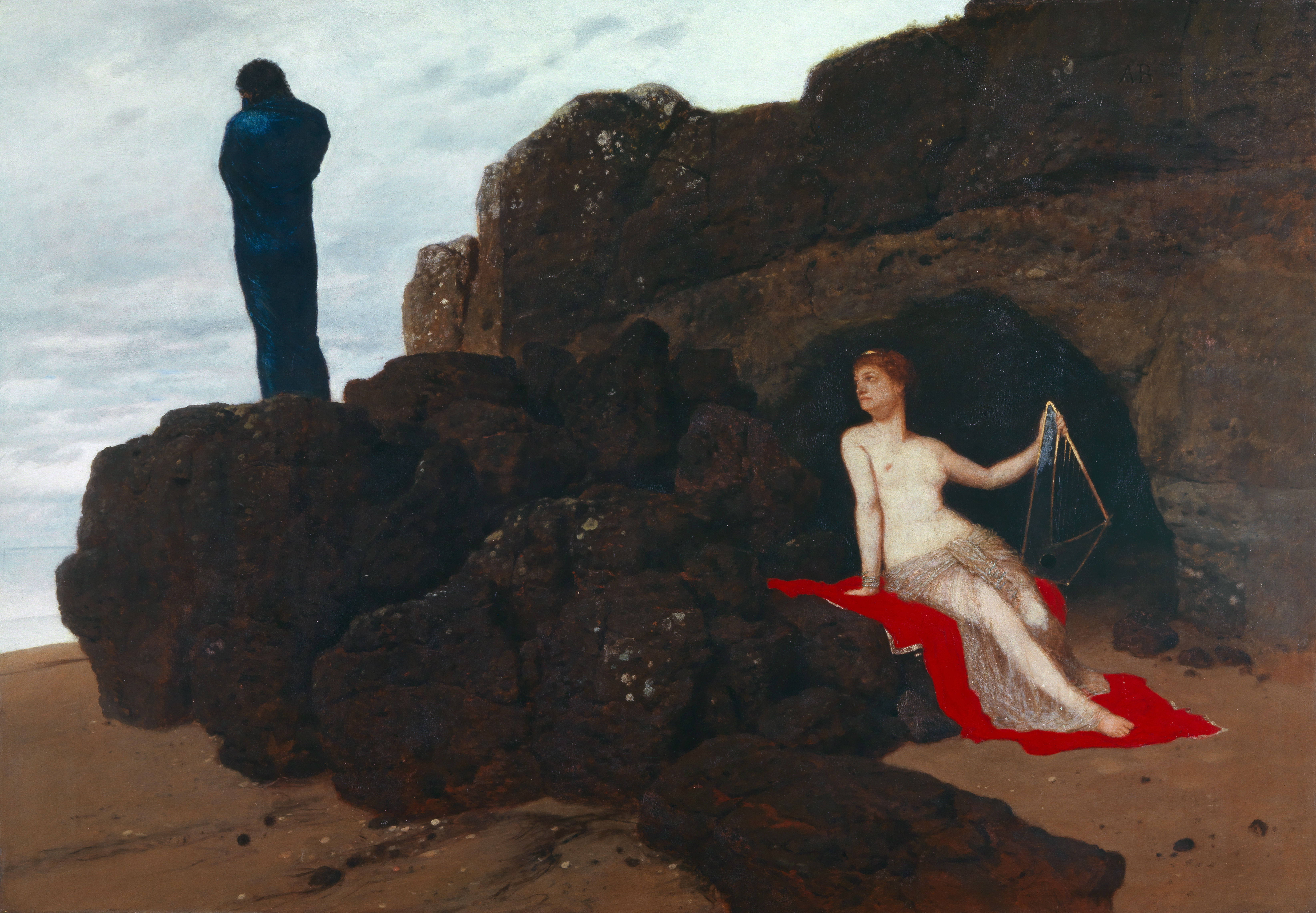
«Одіссей і Калліпсо», 1889.

### Портрети пензля Бекліна

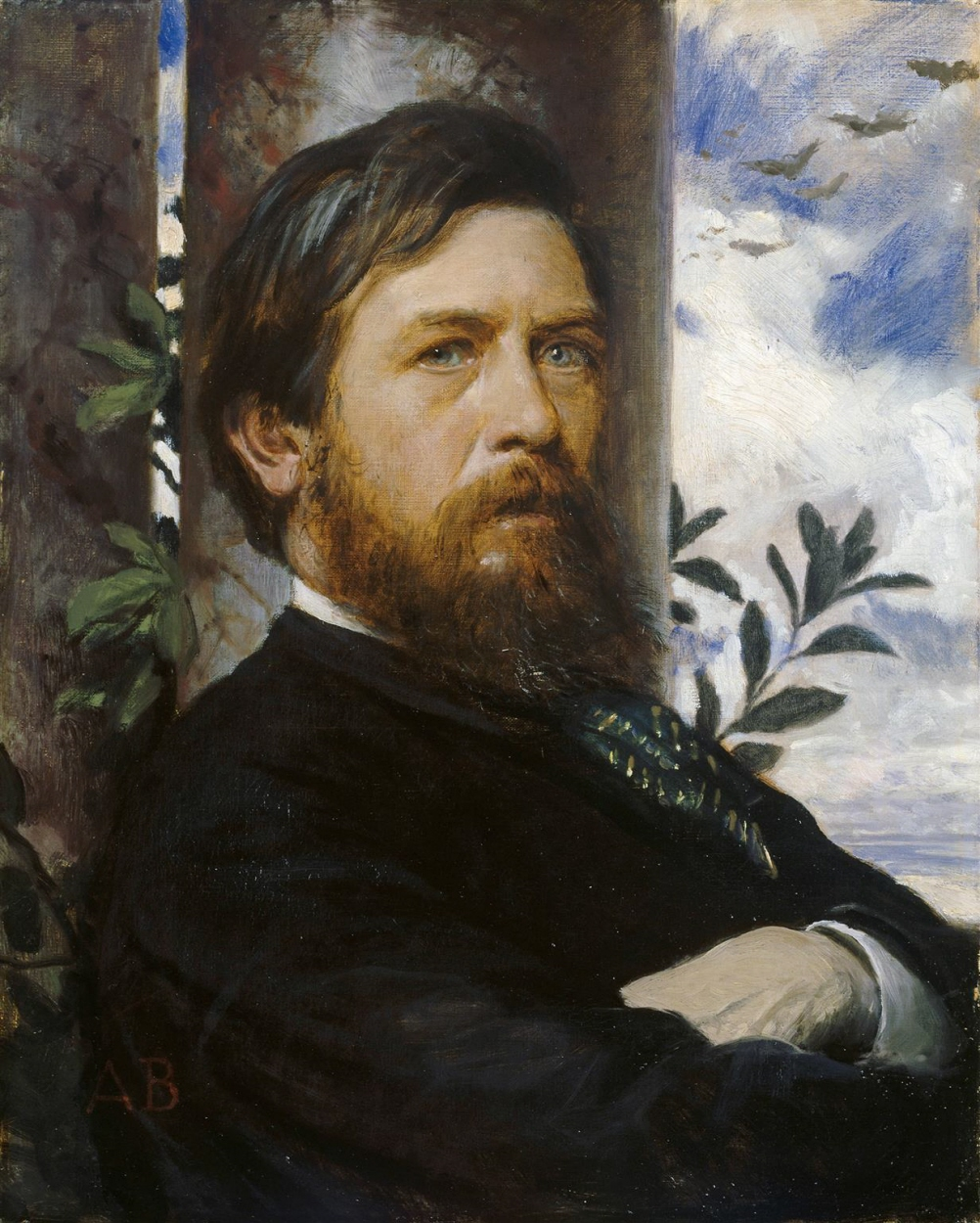
Автопортрет, 1873 р.
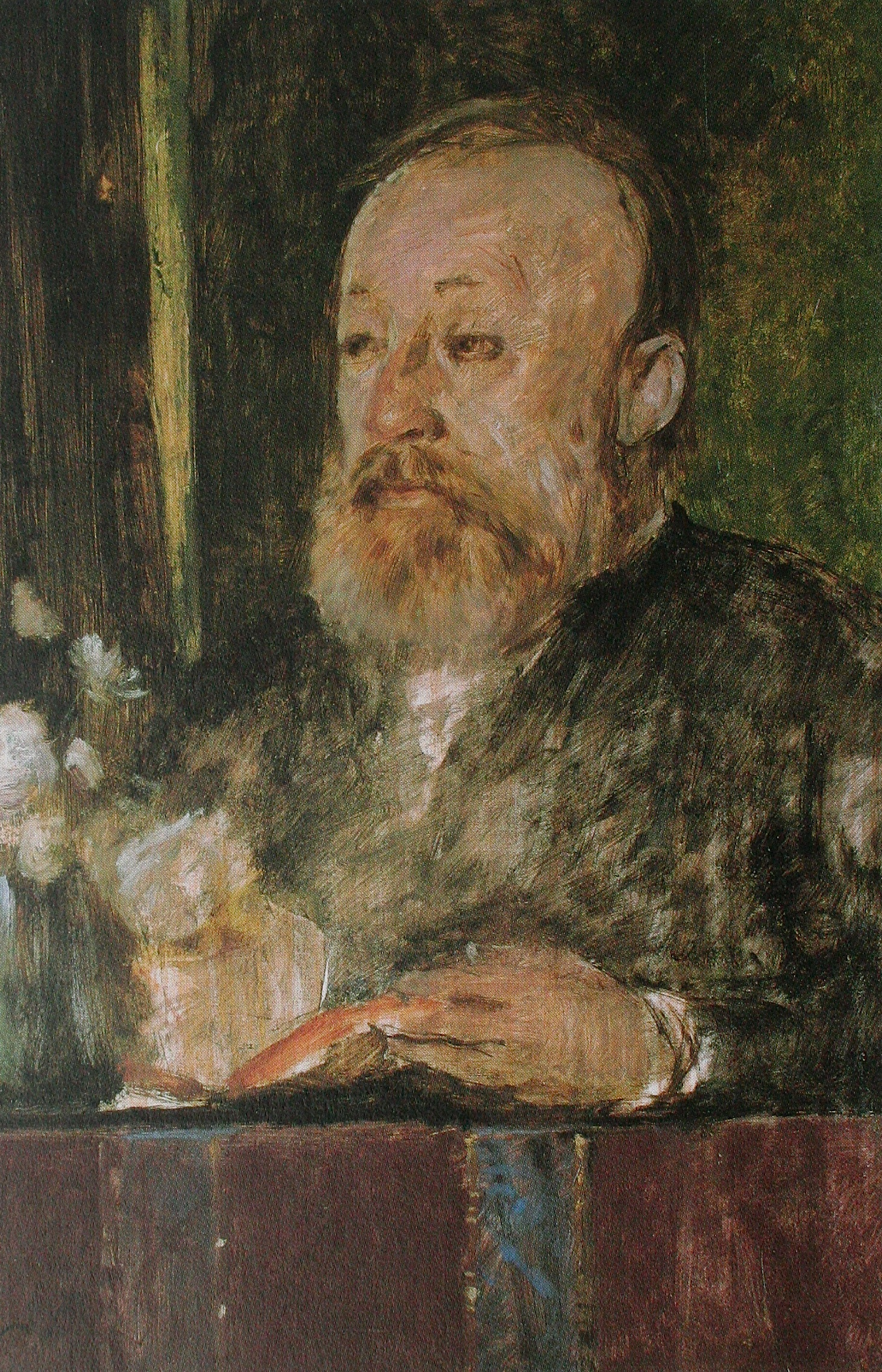
Готтфрід Келлер, 1889 р.
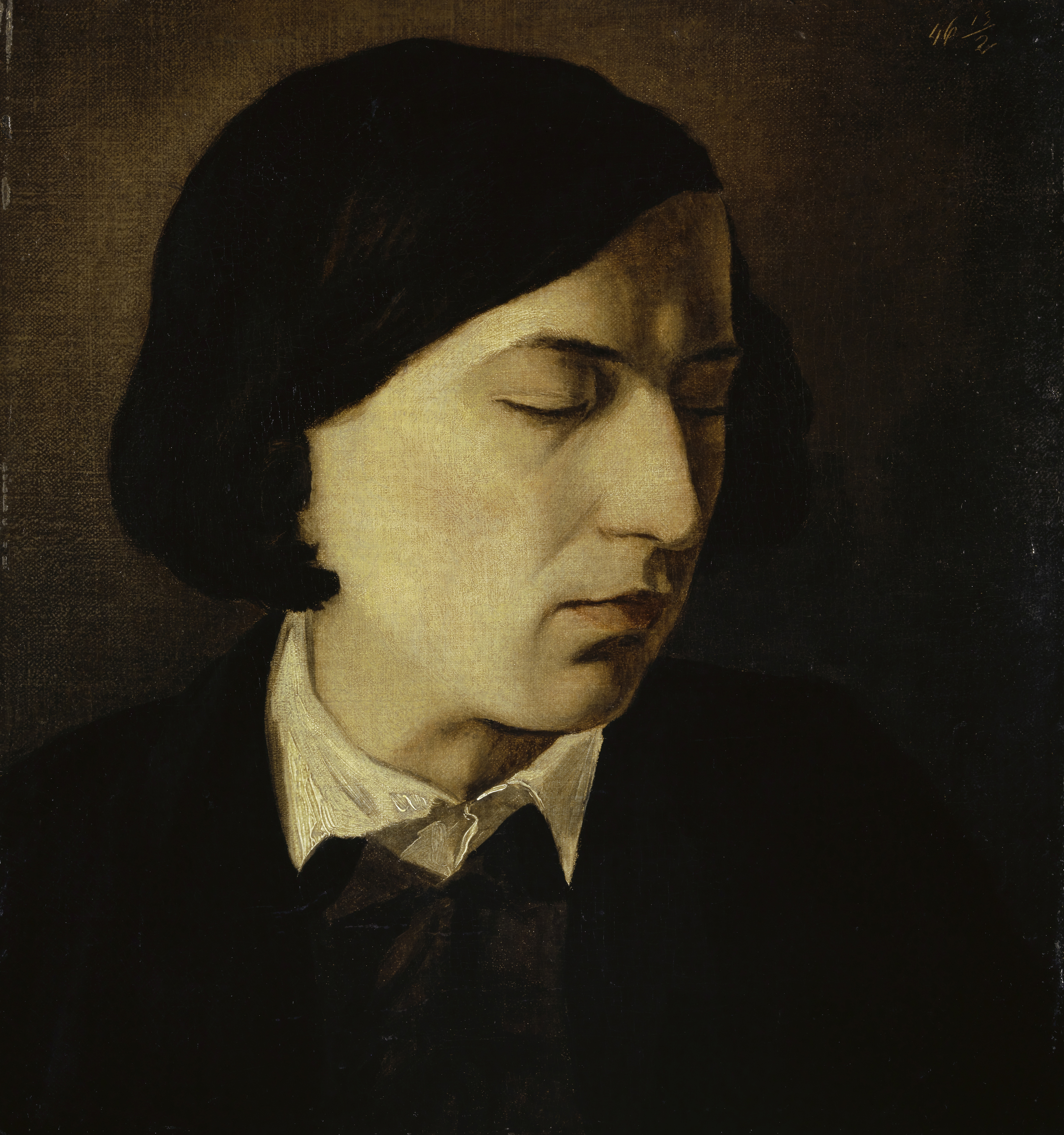
Олександр Мікеліс, 1846 р.

### Пейзажі

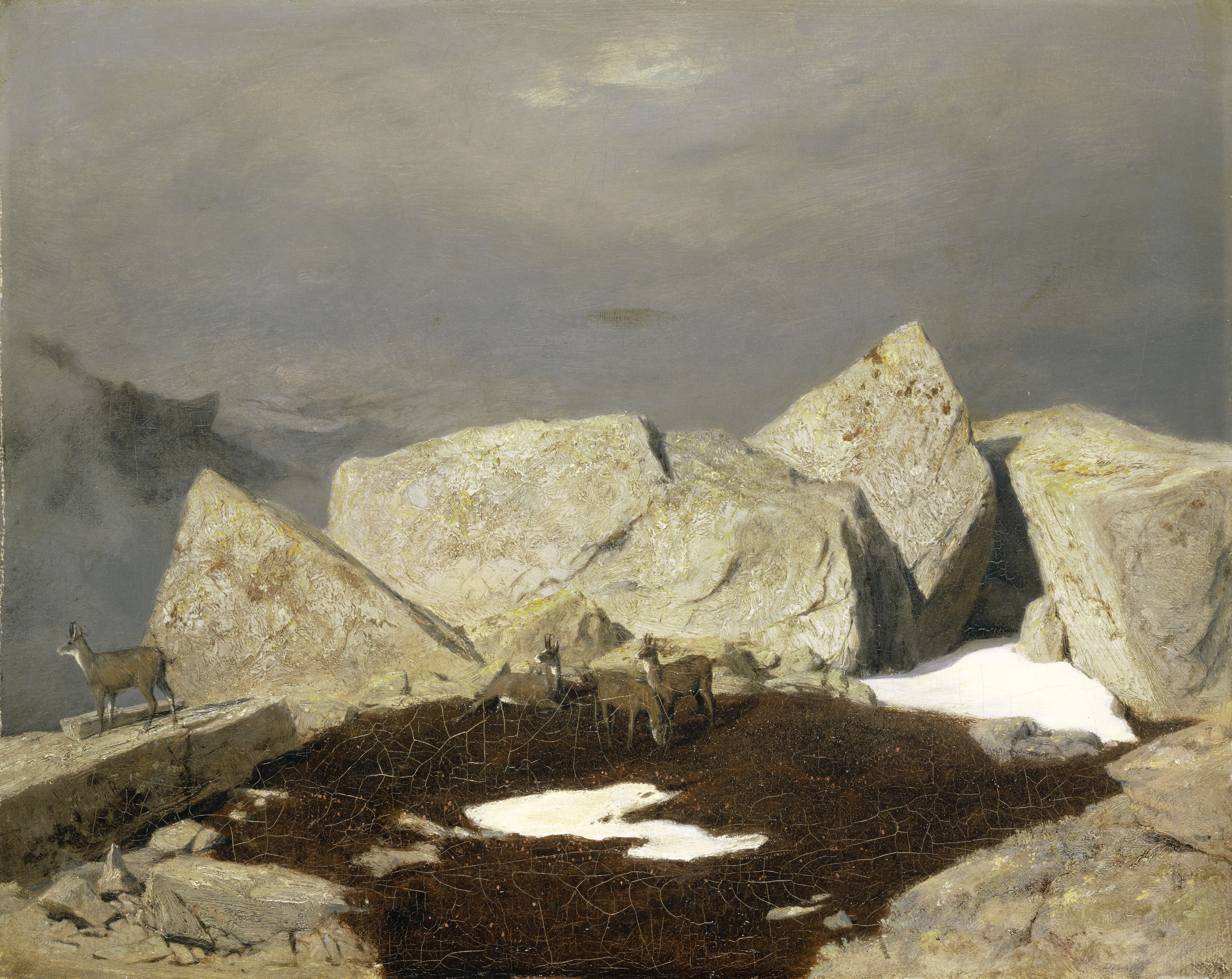
«Гірські лані », бл. 1850 р., Музей мистецтв, Базель, Швейцарія
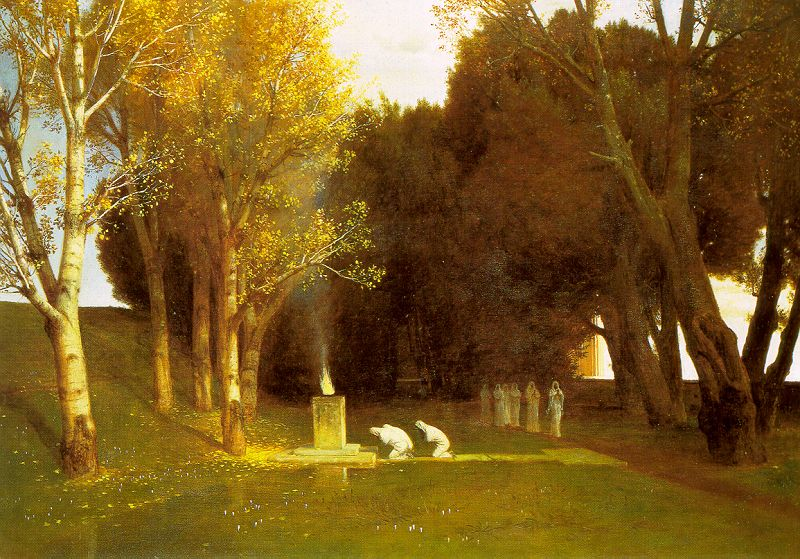
«Священний гай», 1882р., Музей мистецтв, Базель, Швейцарія
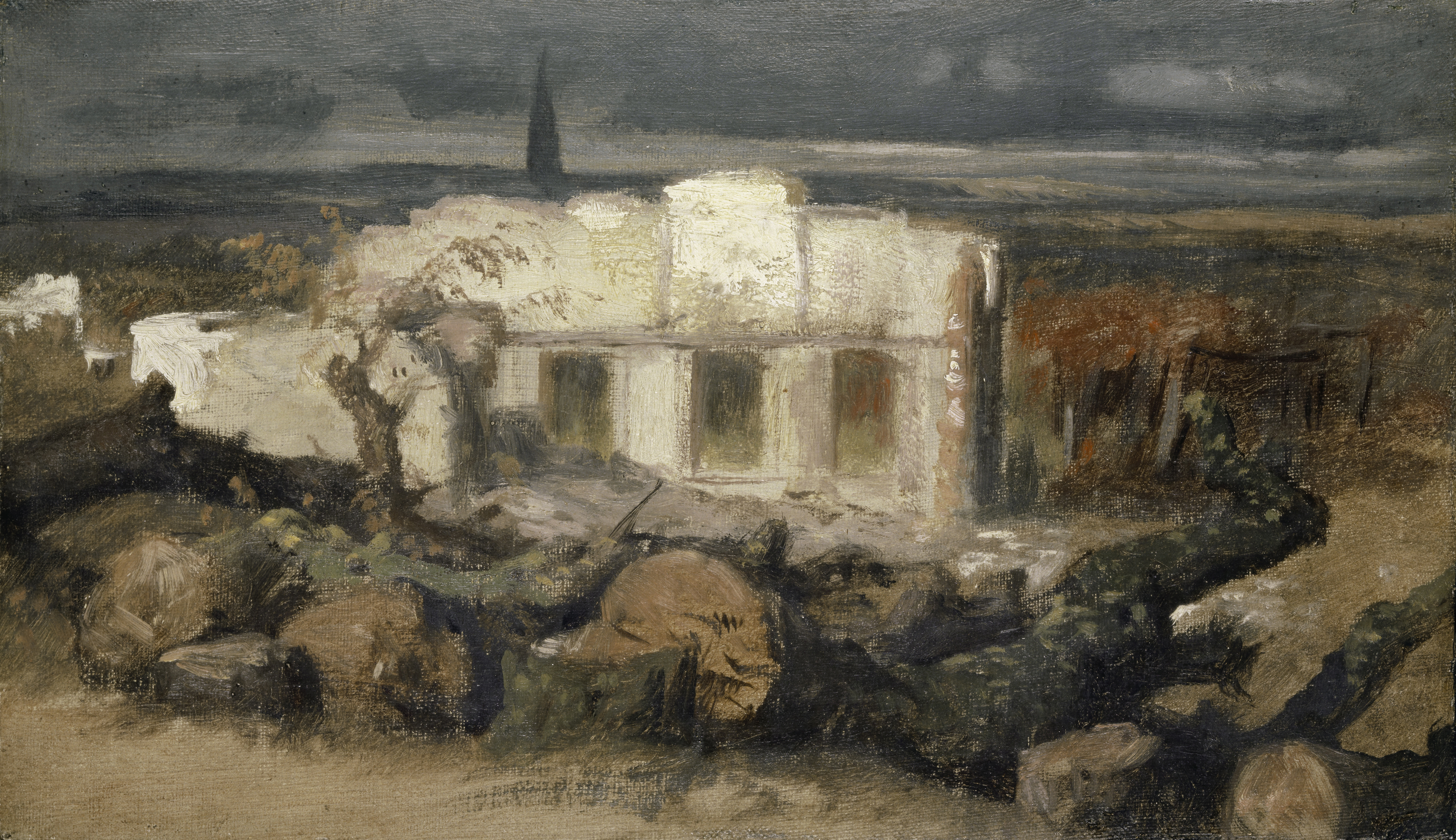
«Руїни будівлі в Келі», 1870 р., Музей мистецтв, Базель, Швейцарія
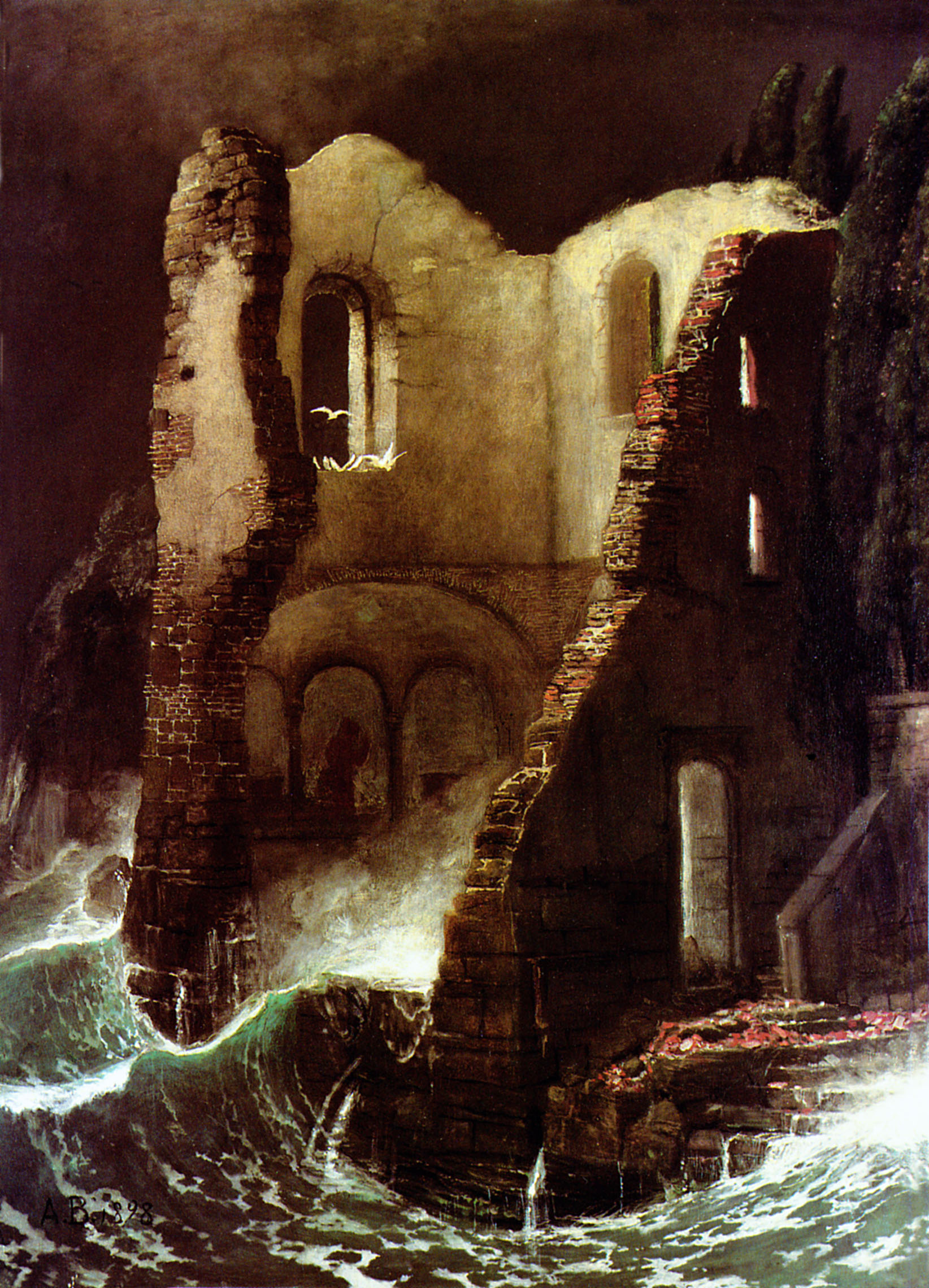
«Каплиця», 1898 р.

### Вілла біля моря.

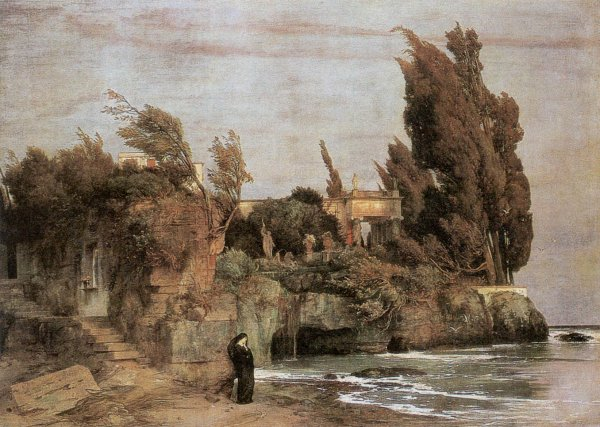
Вілла біля моря, Монако, 1865 р.

Сильною стороною таланту Бекліна було створення пейзажів настрою. Навіть в ескізах вони зберігали тривожний і утаємничений характер («Руїни будівлі в Келі»). Деякі пейзажні мотиви Беклін розробляв неодноразово. Так було і з «Віллою біля моря». Ранішній варіант (що зберігається у Монако) виявився вдалішим. Художник не зосерджувався на дрібницях варіанту 1878 року, не наближав споруди і самотню жінку до глядача. Загадковість була і в тому, що художник не давав глядачеві привіду для розгадок — чи то реальність 19 століття, чи це римська вілла доби імператорів. В картині панує похмурий день і похмурий настрій. Здається, вілла почала руйнуватись. Але до цього нема ніякого діла жінці (володарці вілли? Покинутій дружині? Самотній вдові в траурі?) Незрозуміло, чи то просто чорне вбрання, чи то траур.

### Острів мертвих

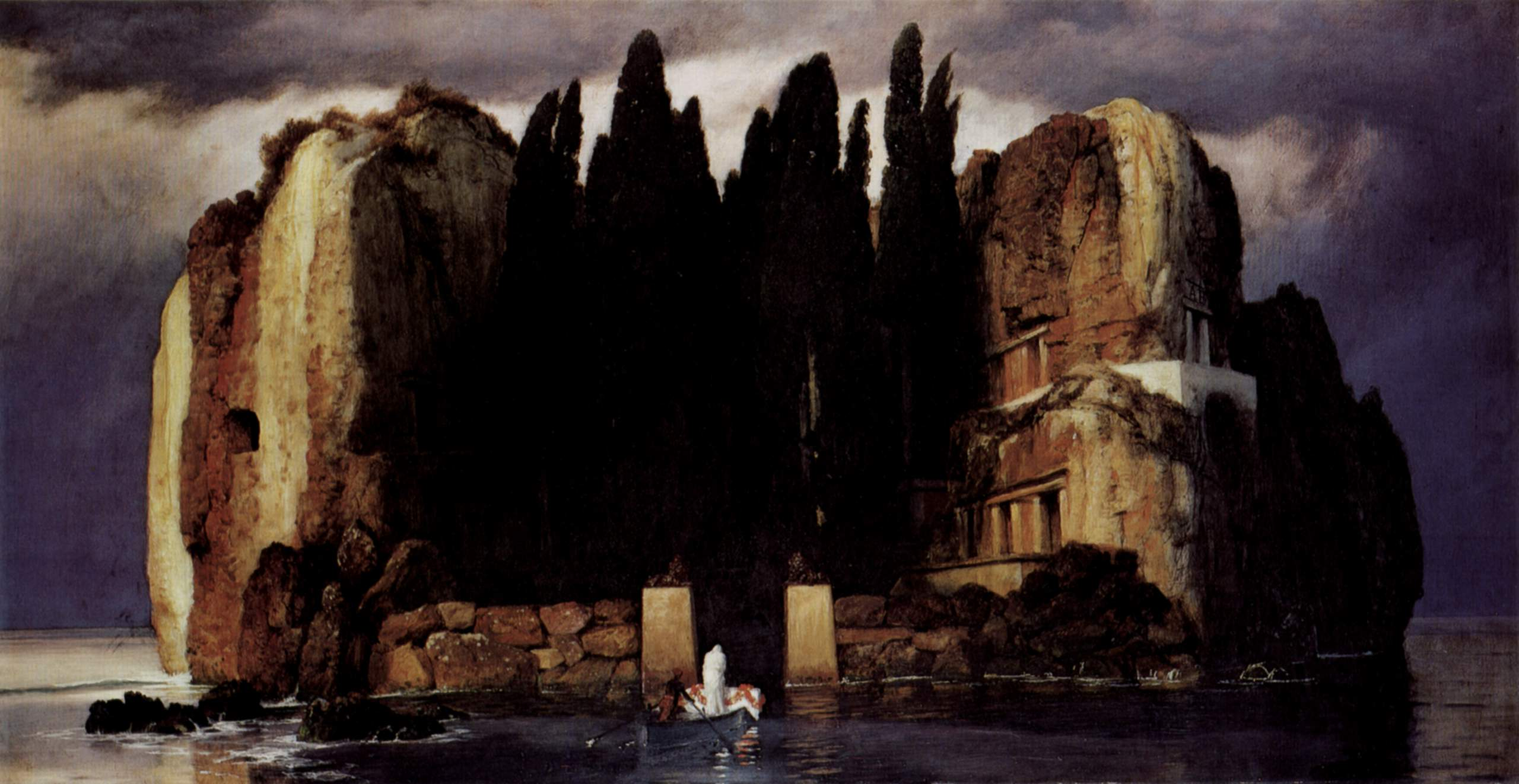
Острів мертвих, 1886, Музей образотворчих мистецтв (Лейпциг).

Один з найкращих зразків пейзажів настрою Бекліну вдалося створити в картині «Острів мертвих». Художник довго працював над сюжетом і зробив декілька варіантів з різним освітленням, різними деталями і різним форматом полотна. Найкращим став варіант 1886 року(тепер в місті Лейпциг).
Посеред чи то моря, чи то озера — постав острівець. Високі скелі утворили півколо, а в невеличкому майданчику посередині власник висадив кипариси, що нібито охороняють спокій померлих. В скелях вироблено штучні печери, що слугують родинним склепом. От і зараз до родинного цвинтаря наближається човен з черговим небіжчиком. В темряві можна розгледіти скульптури левів на брамі і постать в білому вбранні на човні. На пригнічений настрій картини працюють і сюжет (іде поховання), і колорит (темні фарби в середині картини), і початок негоди (дощові хмари на небі).

### Головні твори

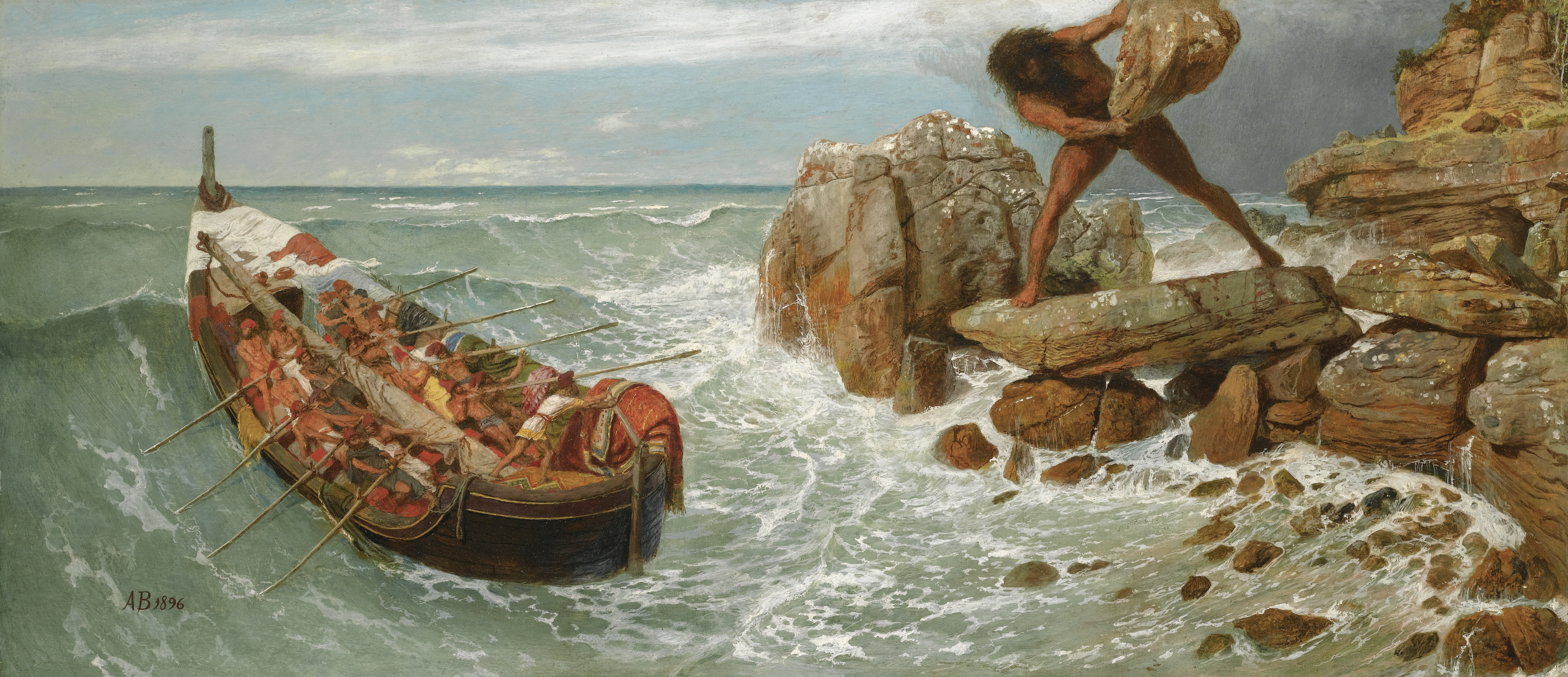
А. Беклін. «Одіссей і Поліфем», 1896 р.

- «Бог природи Пан з граком», 1854, Ганновер.
- «Сафо на скелі», 1862, Музей мистецтв Філадельфії
- «Вілла на узбережжі в бурю», 1865, Монако.
- «Вілла біля моря», 1878, Вінтертур.
- «Венера Анадіомена», 1872, Сен Луіс, Міссурі, США.
- «Автопортрет з фігурою Смерті», 1872 .
- «Анжеліка в полоні у дракона», 1873, Берлін .
- «Флора», 1875 .
- «Весна», 1875, Лейпциг .
- «Пісні навесні», 1876, Москва.
- «Поля блаженних», 1878 .
- «Острів мертвих» (декілька варіантів), 1880-83.
- «Одіссей і Калліпсо», 1883, Базель.
- «Святилище Геркулеса», 1884, Вашингтон, США.
- «В грі хвиль», 1885 .
- «Голова Медузи Горгони», 1878.
- «Портрет Готфрида Келлера», 1889, Цюрих.
- «Старе подружжя на лаві в саду», 1891, Цюрих.
- «Три вершники Апокаліпсісу», 1896, Цюрих .
- «Капличка», 1898.

## Обрані твори

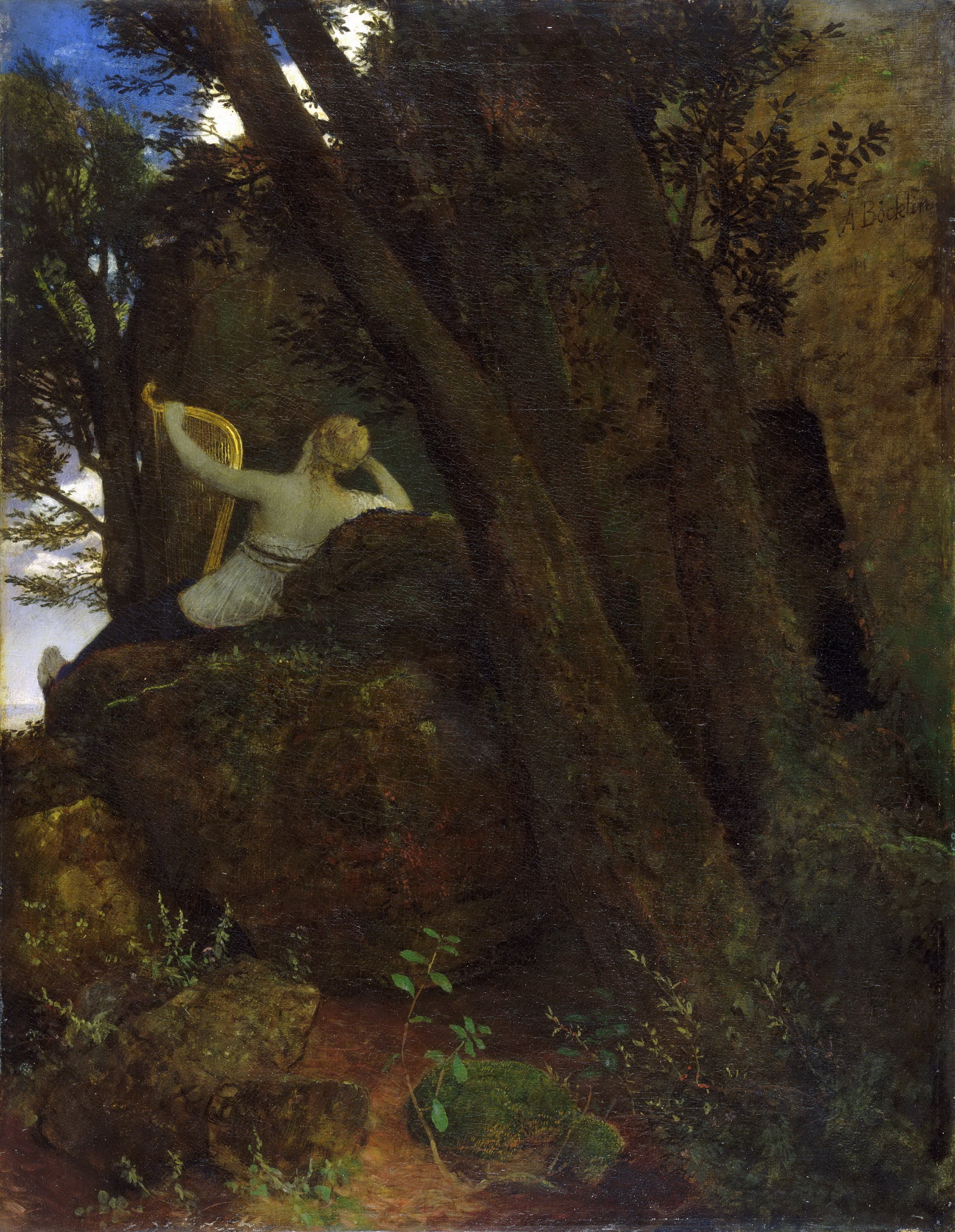
«Сафо на скелі», 1862, Музей мистецтв Філадельфії
Шрифт «Арнольд Беклін»
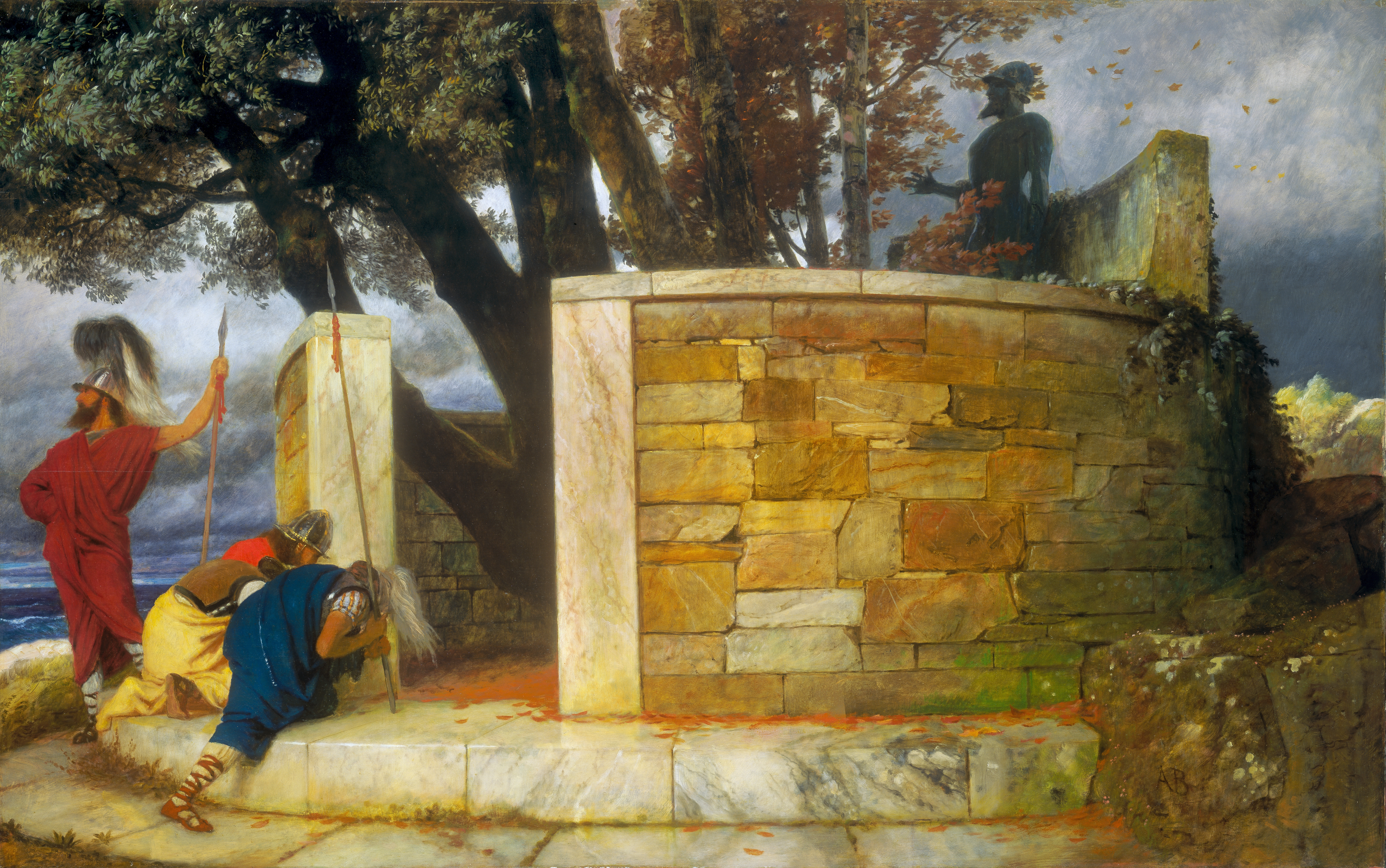
«Святилище Геркулеса», 1884 р.
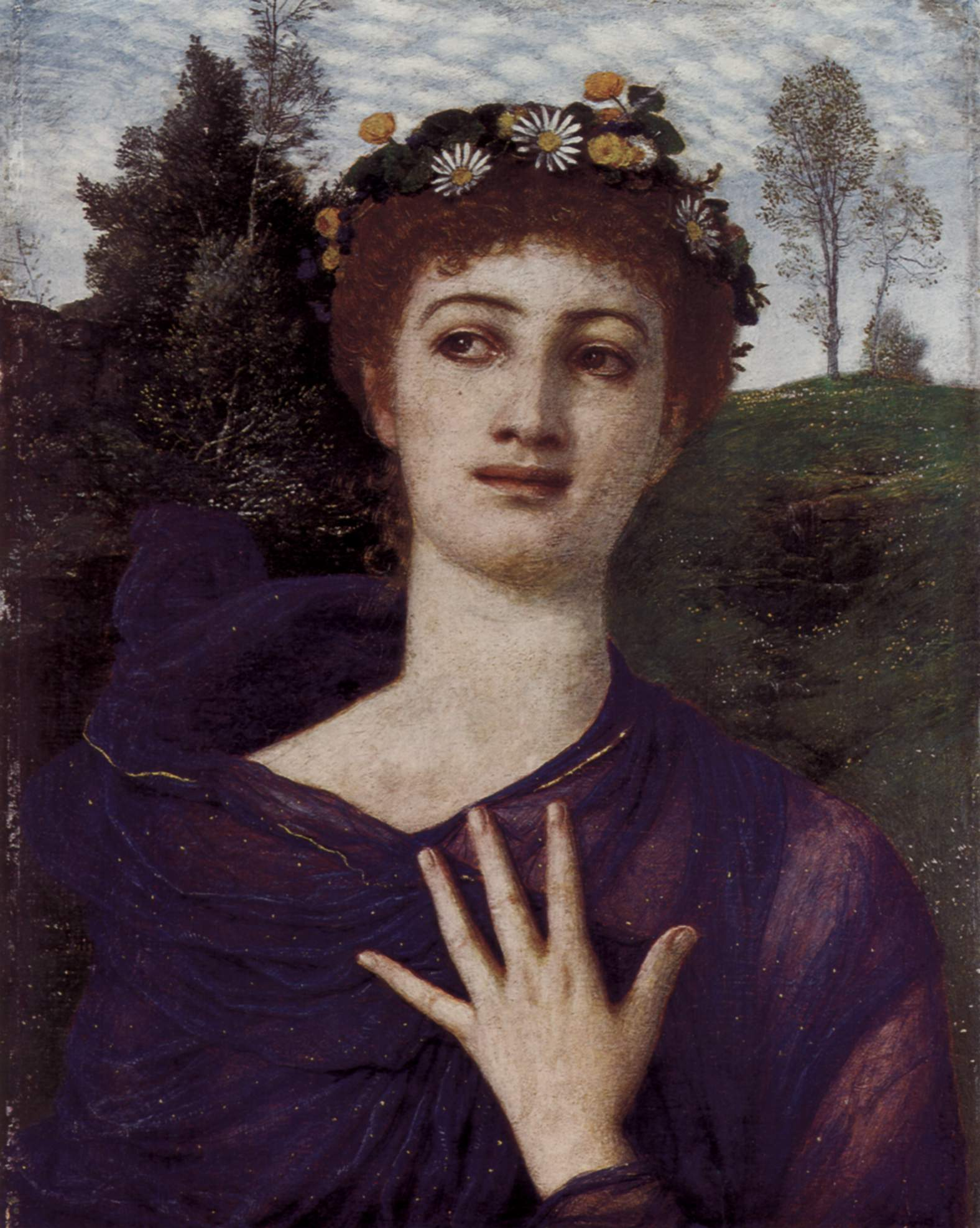
Арнольд Беклін. «Весна», 1875, Музей образотворчих мистецтв (Лейпциг)

## Впливи творів Бекліна

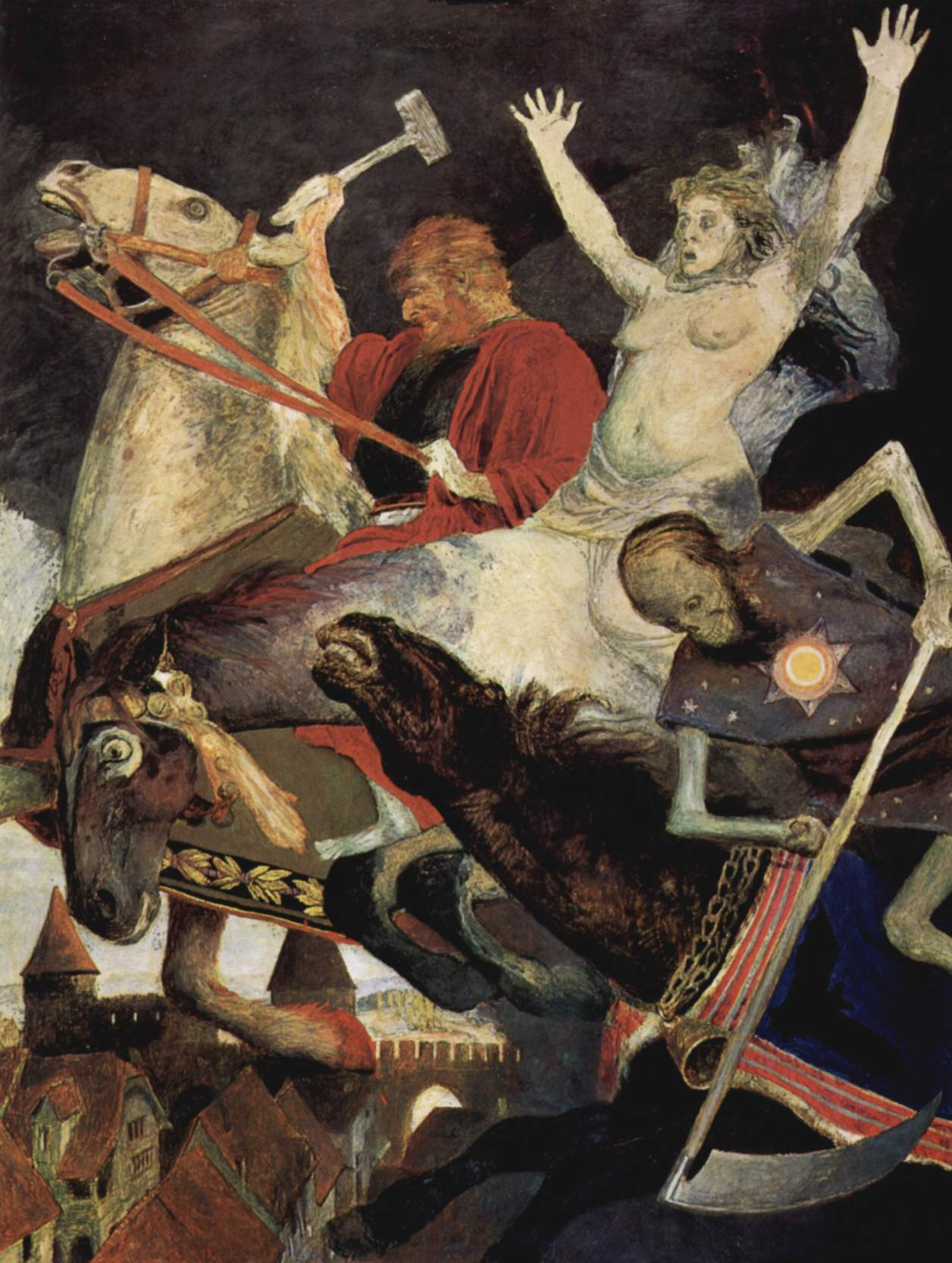
Беклін. Алегорія Війни.
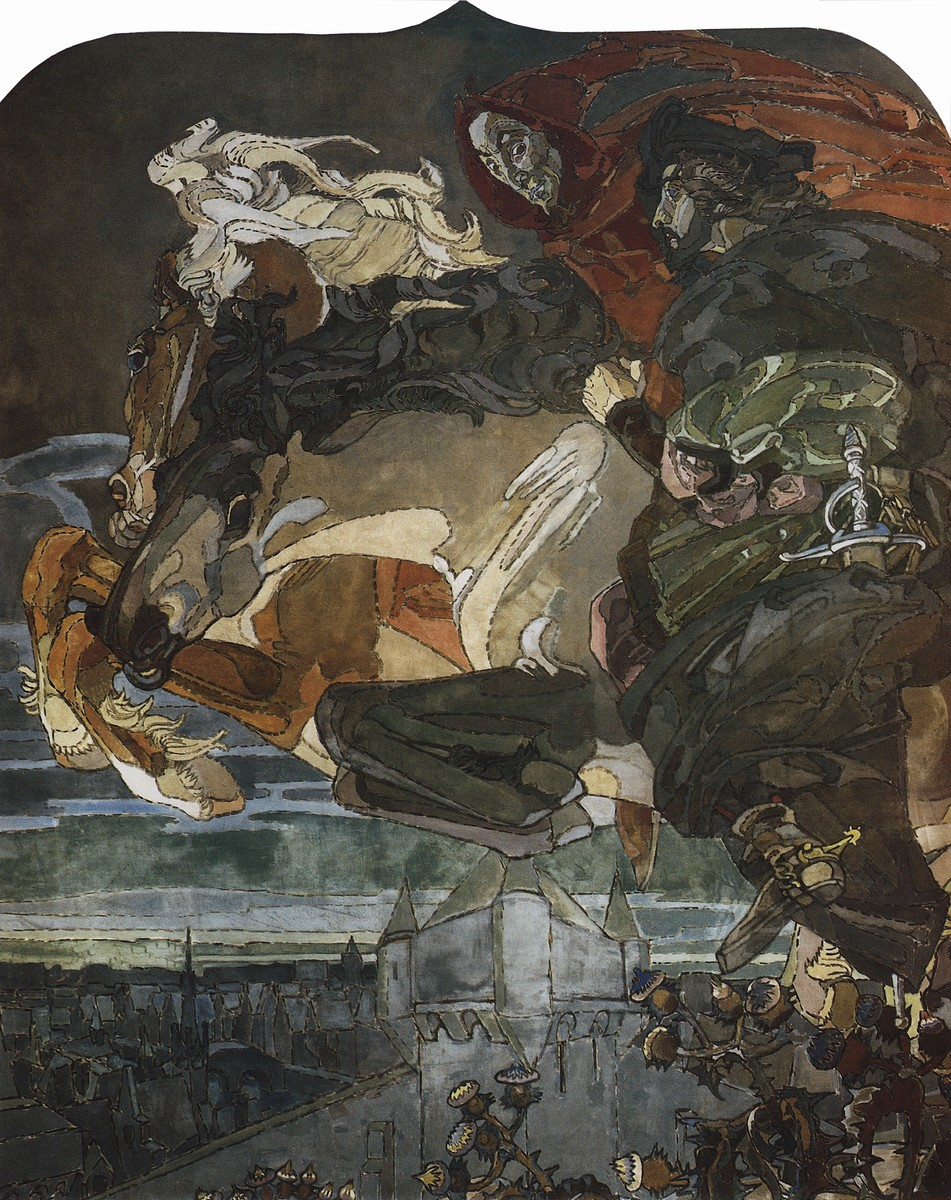
Врубель. Політ Фауста і Мефістофеля.
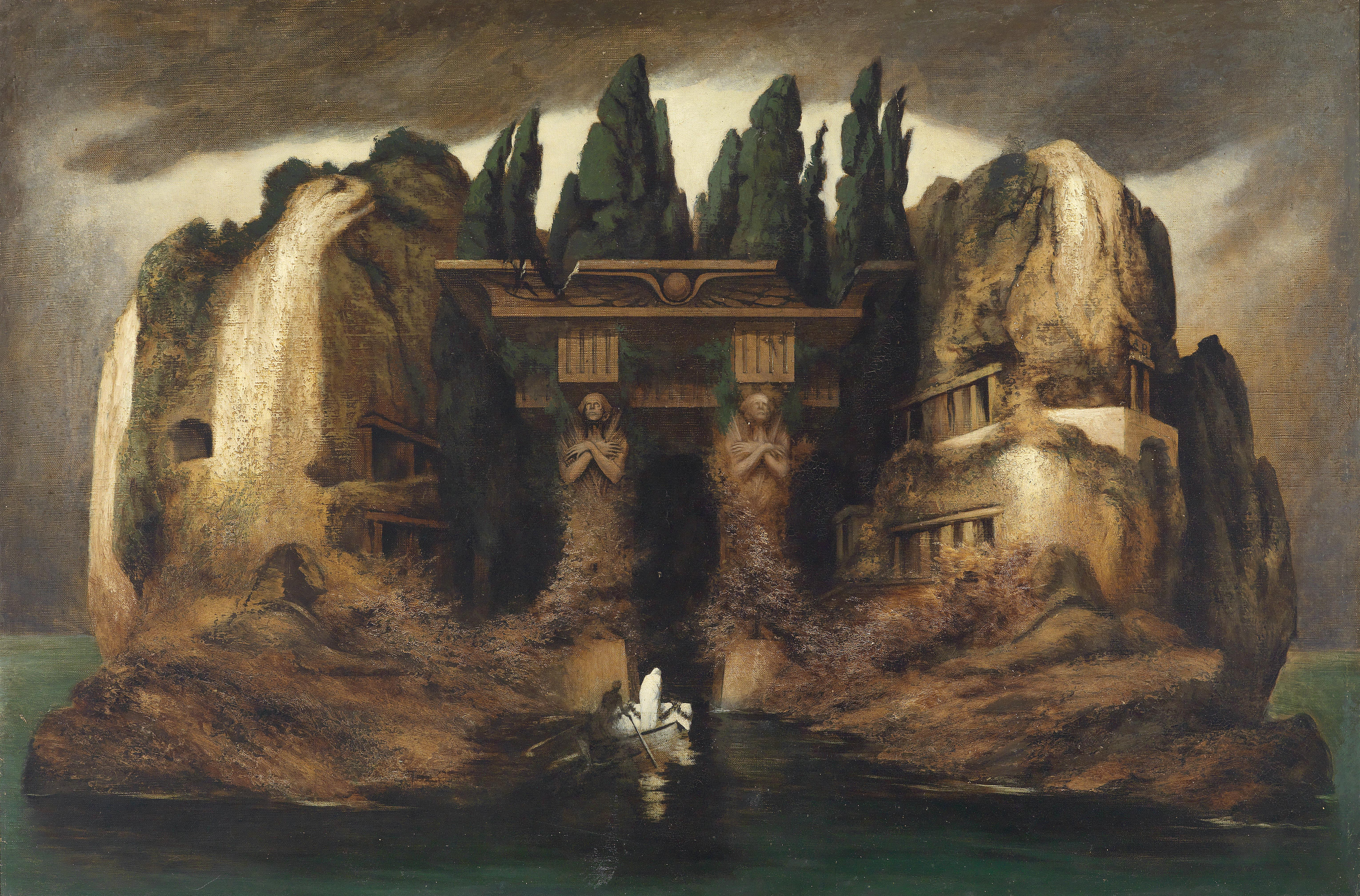
Карл Вільгельм Діфенбах. «Острів мертвих» з єгипетськими елементами, версія 1905 р.